# Germain Armand
Pour les articles homonymes, voir Armand.
 (juin 2025).
Germain Armand est un homme politique français né le 23 juin 1784 à Paris et décédé le 21 juillet 1854 à Saint-Omer (Pas-de-Calais).
Officier de la garde impériale, il est ensuite maire de Saint-Omer, conseiller général et député du Pas-de-Calais de 1834 à 1846, siégeant dans l'opposition de gauche.

## Sources
- « Germain Armand », dans Adolphe Robert et Gaston Cougny, Dictionnaire des parlementaires français, Edgar Bourloton, 1889-1891 [détail de l’édition]